# Anablepsoides rubrolineatus
Anablepsoides rubrolineatus es un pez de la familia de los rivulinos.

## Morfología
Los machos pueden alcanzar los 6,5 cm de longitud total.

## Distribución geográfica
Se encuentran en la cuenca del Amazonas, en Perú.